# The Best of Blues Saraceno
The Best of Blues Saraceno è una raccolta del chitarrista statunitense Blues Saraceno, pubblicata nel 2000.

## Tracce
Musiche di Blues Saraceno, eccetto dove indicato.
1. Remember When – 2:32
2. Never Look Back – 3:02
3. Full Tank – 2:50
4. The Shakes – 3:38
5. Before the Storm – 4:37
6. Funk 49 – 3:36 (Dale Peters, Jim Fox, Joe Walsh)
7. Last Train Out – 2:19
8. Elvis Talking (You Think It's Over but It's Not) – 3:23
9. The Scratch – 2:44
10. A Little More Cream, Please – 2:39
11. A Lighter Shade of Plaid – 4:09
12. Stinky Kitty – 4:30
13. Rabbit Soup – 2:44
14. King for a Day – 3:49
15. Fat Padding – 3:16
16. Chewing on Crayons – 3:09